# Microrregión del Médio Araguaia
La microrregión del Médio Araguaia es una de las microrregiones del estado brasilero de Mato Grosso perteneciente a la mesorregión Nordeste Mato-Grossense. Su población fue estimada en 2006 por el IBGE en 65.705 habitantes y está dividida en cuatro municipios. Posee un área total de 32.095,782 km².

## Municipios
- Araguaiana
- Barra do Garças
- Cocalinho
- Novo Santo Antônio